# Garudinia bimaculata
Garudinia bimaculata är en fjärilsart som beskrevs av Rothschild 1912. Garudinia bimaculata ingår i släktet Garudinia och familjen björnspinnare. Inga underarter finns listade i Catalogue of Life.